# 萌江
萌江（もえ、1994年7月3日 - ）は、宮城県を拠点に活動しているシンガーソングライター、ほやドル。

## 経歴
宮城県石巻市出身。
母方の祖父の家は、石巻市の県内有数のホヤの産地にあり、祖父の家に遊びにいった際には新鮮なホヤを食べさせてもらっていた。その祖父の家は東日本大震災の津波で流され、祖父も被災し亡くなる。。
コブクロに憧れて、中学1年のときにギターを始める。歌手になりたいとは思うようになったが、歌が上手い友人と比べると自信が持てず、周囲や家族にも言えずに過ごす。宮城県石巻商業高等学校に進学したときに再会した中学時代の恩師に打ち明けたところ、「萌江ならできる」と後押ししてくれたことで自信を持つ。高校1年のときに東日本大震災に遭い、祖父を亡くし、避難所生活では音楽に励まされたことから、路上ライブを行ったりCDの自主製作を行ったり、音楽に向き合うようになった。尚絅学院大学2年のときに失恋したことをきっかけにシンガーソングライターを志す。大学卒業後はアルバイトをしながら音楽活動を継続し、2017年に上述のように幼いころから思い入れもあるホヤをテーマにした「ほやのマーチ」をリリースし、ほやドルを自称するようになる。
2017年夏にDate fmが「ほやのマーチ」を流したところ、歌のテーマの意外性と明るい曲調から反響を呼び、2018年にはDate fmで番組レギュラーとなったことで知名度が高まった。
2022年時点では、FMラジオ、テレビ出演、DJ、リポーターなどで地元メディアに出演し、地元のCMにも起用されている。
2024年2月14日に資本金10万円で「株式会社ほやいろ」の設立と代表取締役就任を発表した。初年度の売り上げ目標は社名にちなんで4816万円を掲げる。

## ディスコグラフィー
アルバム
|     | リリース       | タイトル                         |
| --- | -------------- | -------------------------------- |
| 1st | 2017年11月11日 | 奇笑転結                         |
| 2nd | 2018年10月31日 | 直球怨念型シンガーソングライター |
| 3rd | 2024年1月18日  | 元カレ卒業                       |

- 美味しいホヤの食べ方 2020年

### ほやのマーチ
上述のように知名度を高める一因となった楽曲。
実家に遊びに来た友人がホヤを知らず、食べたこともなかったことに衝撃を受け、ホヤを広めたいと思ったことから製作された。
宮城県はホヤ生産量日本一を誇っていたが、東日本大震災の津波によって養殖施設が全滅する。生産者は養殖を再開することはできたが、東京電力の福島第一原子力発電所事故の影響で、宮城県内産ホヤの約7割の輸出先であった韓国が禁輸措置を実施したため販路が断たれ、2016年、2017年には大量廃棄処分となった。その後、コロナ禍の影響でホヤの消費そのものが落ち込むことになる。
英語とフランス語バージョンもある。

## コラボ曲
複数のアーティストやご当地キャラクターとフィーチャリングしている。
（リリース年月日の新しいものから記載）
| 配信開始日    | 曲名・ゲストアーティスト                      | 作詞               | 作曲                            |
| ------------- | --------------------------------------------- | ------------------ | ------------------------------- |
| 2024年7月7日  | んだのマーチ (feat. 仙台弁こけし)             | 仙台弁こけし       | 萌江                            |
| 2024年6月26日 | ほやのラップ (feat. バイヤー高橋＆カブト)     | カブト             | WICSTONE (フリートラック制作者) |
| 2024年6月19日 | ほやのマーチ (feat. 伊達武将隊)               | 萌江               | 萌江                            |
| 2024年6月12日 | 仙台弁ほや音頭 (feat. 仙台弁こけし)           | 萌江               | 仙台弁こけし                    |
| 2023年6月15日 | ほやのマーチ (feat. バイヤー高橋)[逆翻訳ver.] | バイヤー高橋、萌江 | 萌江                            |
| 2023年5月12日 | ほやのマーチ (feat. ちくのぼ)[デュエットver.] | 萌江               | 萌江                            |
| 2023年4月8日  | ほやのマーチ (feat. DJ ASARI Remix)           | 萌江               | 萌江                            |
| 2023年3月13日 | ほやのマーチ (feat. 山田祥子)[冬の産卵期ver.] | 萌江               | 萌江                            |

## 活動
- いしのまき観光大使 - 2019年4月委嘱[14]。
- みやぎ防犯広報大使 - 2021年度から2023年度まで3年連続で宮城県警より委嘱されている[15]。
- 仙台銀行 - イメージキャラクター。
- 石巻税務署一日署長 - 2023年1月25日[16]。
- 秋保グランドホテル - 2023年4月、応援大使に就任[14]。
- ほやっほー祭 - 2023年7月1日に石巻市で開催された野外フェス。萌江が企画を行っている[17]。翌年6月30日にも行われた。
- 石巻警察署一日署長 - 2023年12月14日[18][19]。
- 株式会社ほやいろ - 2024年自身で設立、代表取締役。
- 日本製紙石巻硬式野球部 - 2024年都市対抗野球ダイヤモンドサポーター[20]。

## 出演

### ラジオ
- SOUND GENIC（2018年4月 - 、Date fm） - VOICEGENIC火曜日レギュラー出演[3]
- リブリブ☆ホヤホヤ（2018年4月 - 2020年3月、ラジオ石巻）
- AIRJAM Friday（2019年1月4日 - 2024年3月29日、Date fm）デリラジ担当
- Got Emo?（2020年4月 - 2021年3月、Date fm）
- 〜観光大使が魅力発見〜 萌江☆キュン☆いしのまき（2020年4月 - 、ラジオ石巻）
- 酵素と発酵の力で心も体も美しく（エフエムいわぬま）
- パートナーエージェントpresents 恋愛偏差値アップ塾（2020年7月 - 2021年6月、Date fm）
- 萌江のホヤホヤデンパ（2023年10月 - 2024年9月、なとらじ801・OCR FM835）
- Bang! Bang!!（2024年7月 - 、Date fm）
- 萌江のホヤホヤFRIDAY（2024年10月 - 2025年3月、なとらじ801）
- 萌江のホヤラジSUPER（2025年5月 - 、なとらじ801）3ヶ月毎の不定期放送

### テレビ

#### 過去の出演
- サタデーウォッチン!（東北放送、レギュラー出演）

### CM・広告
- ローソン「うまい東北！六大祭りフェア」（2024年8月）[21]

## 商標
「ほやっほー」と「ほやいろ」を商標として登録している。
| 登録項目等 | 内容等                                                                                                  |
| ---------- | --- |
| 商標       | ほやっほー                                                                                              |
| 称呼       | ホヤッホー                                                                                              |
| 出願番号   | 商願2023-104279                                                                                         |
| 出願日     | 2023年(令和5年)9月19日                                                                                  |
| 登録番号   | 第6794513号                                                                                             |
| 登録日     | 2024年(令和6年)4月9日                                                                                   |
| 権利者     | 尾形萌江                                                                                                |
| 役務等区分 | 35類（広告業，企業の広告及び広報活動の企画・代行，その他） 41類（技芸・スポーツ又は知識の教授，その他） |

| 登録項目等 | 内容等                 |
| ---------- | ---------------------- |
| 商標       | ほやいろ               |
| 称呼       | ホヤイロ               |
| 出願番号   | 商願2024038871         |
| 出願日     | 2024年(令和6年)4月11日 |
| 登録番号   | 第6890861号            |
| 登録日     | 2025年(令和7年)1月30日 |
| 権利者     | 株式会社ほやいろ       |
| 役務等区分 | 35類、41類             |